# وزغ شکم‌آتشین شرقی
وزغ شکم‌آتشین شرقی (نام علمی: Bombina orientalis) نام یک گونه از سرده وزغ آتش‌دل است.